# Cymatomerella
Cymatomerella är ett släkte av insekter. Cymatomerella ingår i familjen vårtbitare.
Kladogram enligt Catalogue of Life:
| Cymatomerella | \| \| Cymatomerella excisa \| \| \| \| \| \| Cymatomerella muta \| \| \| \| \| \| Cymatomerella spilophora \| \| \| \| |
|               | \| \| Cymatomerella excisa \| \| \| \| \| \| Cymatomerella muta \| \| \| \| \| \| Cymatomerella spilophora \| \| \| \| |
|               | Cymatomerella excisa                                                                                                   |
|               | |
|               | Cymatomerella muta |
|               | |
|               | Cymatomerella spilophora                                                                                               |
|               | |